# ビーライン
有限会社ビーライン（Beeline）は映画、テレビ番組、CM等、各種音響、ソフト部門の技術を提供して行うべく1991年1月31日に設立。スタジオ業務としてビーラインスタジオがある。代表者は遠西勝三。

## 過去の作品
吹き替え
- ビバリーヒルズ高校白書
- ビバリーヒルズ青春白書
- 恐竜王国
- シャーロックホームズ
- 名探偵ポアロ
- 反逆のヒーローレネゲイド
- バットマン・リターンズ（ビデオ作品）
- ホット・ショット1・2（ビデオ作品）
- ホーム・アローン1・2（ビデオ作品）
- 氷の微笑（ビデオ作品）
- ボティ・ガード（ビデオ作品）
- ターミナル・ベロシティ（DVD・ビデオ作品、2ch）
- ザ・ロック（Blu-ray、5.1ch/DVD・ビデオ作品、2ch）
- 身代金（Blu-ray、5.1ch/DVD・ビデオ作品、2ch）
- ネゴシエーター（DVD・ビデオ作品、2ch）
- ターミネーター（Blu-ray、5.1ch/DVD、5.1ch・6.1ch）
- 卒業の朝（DVD、5.1ch）
- 純愛中毒（DVD）
- ドーン・オブ・ザ・デッド（Blu-ray・DVD、5.1ch/ビデオ作品、2ch）
- プリンス&プリンセス（劇場公開版、5.1ch/DVD・ビデオ作品、2ch）
- カサブランカ（PDDVD）
- シン・シティ（Blu-ray・DVD、5.1ch/ビデオ作品、2ch）
- サウンド・オブ・サンダー（Blu-ray・DVD、5.1ch/ビデオ作品、2ch）
- ナイトメアー・ビフォア・クリスマス
- スポンジ・ボブ（シーズン2～3）
- ドーラといっしょに大冒険（シーズン1のみ）
- ジェニーはティーン☆ロボット（シーズン1のみ）
- ロケット・パワー
- ブルーズ・クルーズ
- アングリー・ビーバーズ
- レジェンド ～隠れ寺の伝説～
- MR.MENショー

アニメ作品
- ドラゴンリーグ
- 赤ずきんチャチャ
- 水色時代
- ケロケロちゃいむ
- ナースエンジェルりりかSOS
- 愛天使伝説ウェディングピーチ
- 三国志
- メダロット
- メダロット魂
- フォトン（#1〜#3）
- くろみちゃん（♯1のみ）
- 勇午（スタジオ業務のみ）

ゲーム作品
- スターオーシャン3（収録業務）

| スタブアイコン | サブスタブ | この項目は、まだ閲覧者の調べものの参照としては役立たない、企業に関連した書きかけの項目です。この項目を加筆・訂正などしてくださる協力者を求めています（PJ:経済）。 |